# روبين فرناندو غارسيا
روبين فرناندو غارسيا (بالإسبانية: Rubén García)‏ (20 أغسطس 1982 بباتشوكا في المكسيك - ) هو لاعب كرة قدم مكسيكي في مركز حراسة المرمى. لعب مع نادي باتشوكا وأتلاتيكو إيرابواتو وتيبورونيس روخوس دي فيراكروز وLobos BUAP ‏ وريبوسيروس دي لا بيداد ‏.

## وصلات خارجية
- روبين فرناندو غارسيا على موقع قاعدة بيانات كرة القدم.إي يو (الإنجليزية)